# Somrak
Somrak je čas med zoro in sončnim vzhodom ter čas med sončnim zahodom in temo. Sončna svetloba, razpršena v višjih plasteh atmosfere, osvetljuje nižje plasti, zato na površju Zemlje ni popolne svetlobe ali popolne teme. V tem času Sonce z Zemlje ni več vidno, ker je že pod obzorjem. Zaradi nenavadne in romantične svetlobe je somrak že dolgo priljubljen med fotografi in slikarji, ki ga imenujejo tudi »sladka svetloba« ali »modra ura« (francosko l'heure bleue).
Strokovna opredelitev pravi, da je somrak obdobje pred sončnim vzhodom in po sončnem zahodu, v katerem naravno svetlobo dajejo višje plasti ozračja, ki so osvetljene z neposredno sončno svetlobo in del te oddajajo Zemlji.